# Cloverdale (Colombie-Britannique)
Pour les articles homonymes, voir Cloverdale.
Cloverdale est une communauté de la ville de Surrey en Colombie-Britannique située dans le district régional du Grand Vancouver.
Cloverdale est connue comme étant le lieu de tournage de la série télévisée américaine Smallville.